# Länk FC Vilaverdense
Länk FC Vilaverdense is een in 1953 opgerichte voetbalclub uit Vila Verde, Portugal. De thuiswedstrijden worden gespeeld in het Campo Cruz do Reguengo dat plaats biedt aan 5.000 toeschouwers. In 2020 wijzigde de club de naam van Vilvaverdense FC in Länk FC Vilaverdense.
In het seizoen 2023/24 kwam de club uit in de Liga Portugal 2.

## Erelijst
AF Braga Divisão de Honra (1)
2010/11
AF Braga Taça (5)
1988/89, 1990/91, 1992/93, 1997/98, 2009/10

## Bekende (oud-)spelers
- Miguel Herlein
- Vasil Shkurti

Académico de Viseu · 
FC Alverca ·
Benfica B ·
GD Chaves ·
Feirense ·
Felgueiras ·
União Leiria ·  
Leixões · 
Mafra · 
Marítimo · 
Oliveirense · 
Paços de Ferreira ·
Penafiel · 
Porto B ·  
Portimonense · 
Tondela · 
Torreense · 
FC Vizela